# Кушхов, Кишука Сагидович
Кишука Сагидович Кушхов (кабард.-черк. Къущхьэ Сэхьид и къуэ Кӏыщыкъуэ; 1 мая 1923, с. Заюково, Баксанский округ, Кабардино-Балкарская автономная область, РСФСР — сентябрь 1998, Нальчик, Кабардино-Балкария, Россия) — советский партийный и государственный деятель, Председатель Совета Министров Кабардино-Балкарской АССР (1969—1984).

## Биография
Родился в семье заюковского земледельца. Окончил Кабардино-Балкарский педагогический институт по специальности «история» и Горский сельскохозяйственный институт, получив диплом агронома; защитил кандидатскую диссертацию. Участник Великой Отечественной войны. Сражался под Моздоком, Ростовом-на Дону, участвовал в Ясс-Кишинёвской операции, при освобождении Венгрии и Австрии. Вернулся домой победителем в звании капитана.
- 1945—1950 гг. — пропагандист, заведующий отделом, секретарь Эльбрусского райкома КПСС,
- 1950—1952 гг. — первый секретарь Терского райкома КПСС,
- 1952—1957 гг. — заведующий сельскохозяйственным отделом,
- 1957—1963 гг. — секретарь Кабардино-Балкарского обкома КПСС,
- 1963—1969 гг. — первый заместитель Председателя Совета Министров Кабардино-Балкарской АССР,
- 1969—1984 гг. — председатель Совета Министров Кабардино-Балкарской АССР. За эти годы темпы роста валовой продукции возросли в 9 раз, а жилищный фонд Нальчика увеличился в 11 раз. Появились новые для республики отрасли промышленности, такие, как электротехническая, приборостроительная, цветная металлургия. Валовой сбор зерна был доведён почти до 600 тыс. тонн. По его инициативе были созданы такие крупные специализированные подрядные организации, как «Каббалгражданстрой», «Каббалксельстрой», объединение «Межколхозстрой», что значительно облагородило инфраструктуру Нальчика и помогло укрепить промышленный потенциал республики.

В 1984—1994 годах, находясь на пенсии, возглавлял Нальчикский сельскохозяйственный техникум.
Депутат Верховного Совета СССР 8-го созыва, депутатом Верховного Совета РСФСР.

## Награды и звания
Награждён орденами Октябрьской революции, Отечественной войны I и II степени, Красной Звезды, Дружбы народов, двумя орденами Трудового Красного Знамени, «Знак Почёта».

## Память
- Именем братьев Кишуки и Гумара Кушховых названа улица в г. Нальчике, КБР.
- Установлена мемориальная доска на доме по ул. Ленина, 20 в г. Нальчике, КБР[3]